# Браун, Вилли
Вилли Браун (англ. Willie Brown; 6 августа 1900 год, близ Кливленда, Миссисипи — 30 декабря 1952, Тьюника, Миссисипи) — американский музыкант.
В раннем детстве Брауна учил играть на гитаре первый учитель Чарли Паттона (Charlie Patton) — Эрл Харрис (Earl Harris). Сам Браун, однако, позже говорил Сону Хаусу (Son House), что его научил играть сам Паттон.
Вилли Браун был самым близким из друзей и коллег Чарли Паттона. Их содружество запомнилось многим из их современники — аборигенов Дельты, как по тому, что Браун исполнял партию второй гитары на выступлениях Паттона в забегаловках и тавернах Дельты, так и по их шумным спорам. Немногие сохранившиеся записи Брауна являются оригинальными трактовками блюзовых тем, более известных по творчеству Паттона. Его исполнение, по крайней мере, как оно зафиксировано на этих записях, носило агрессивный, мрачный, напряженный эмоциональный окрас.
Два сольных номера Брауна и его дуэты с Чарли Паттоном были записаны в 1930 году на легендарном совместном сеансе с Соном Хаусом и Луизой Джонсон (Lousie Johnson), состоявшемся на студии фирмы грамзаписи «Парамаунт» (Paramount) в Графтоне (Grafton), Висконсин. Ещё две записи Брауна, сделанных на этом сеансе, остаются ненайденными. После этого исторического сеанса Браун и Хаус подружились и оставались друзьями до самой смерти Брауна в 1953 году.
Известно, что в конце 20-х — начале 30-х годов Браун жил в Робинсонвилле (Robinsonville), Миссисипи, в окрестностях которого они с Соном Хаусом часто выступали. В те же годы он иногда играл вместе с Мемфис Минни. Там же он познакомился и всемерно помогал становлению тогда ещё юного блюзового таланта по имени Роберт Джонсон, таскавшегося за ними буквально по пятам. Насколько велик был авторитет этих двух блюзменов в глазах Джонсона, явствует из того широко известного факта, что именно к ним он много позднее явился показать своё неимоверно возросшее мастерство после своего отъезда на юг Миссисипи.

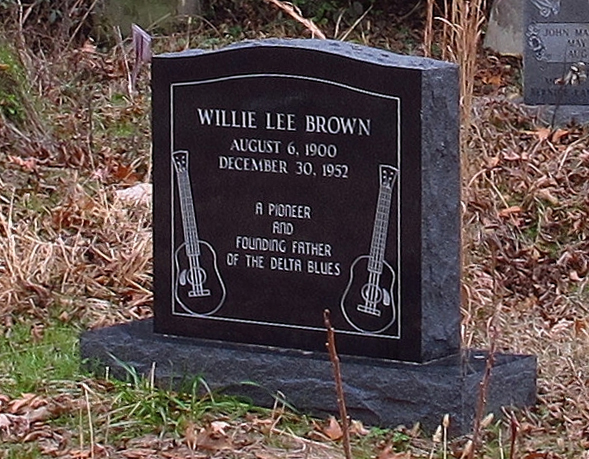
Могила Брауна у Shepard Church, Причард, Миссисипи

Кроме этого сеанса, в 1941 году Вилли Браун, вместе с Соном Хаусом, записывался для Библиотеки Конгресса США. Других его записей не сохранилось.